# AJS Silver Streak

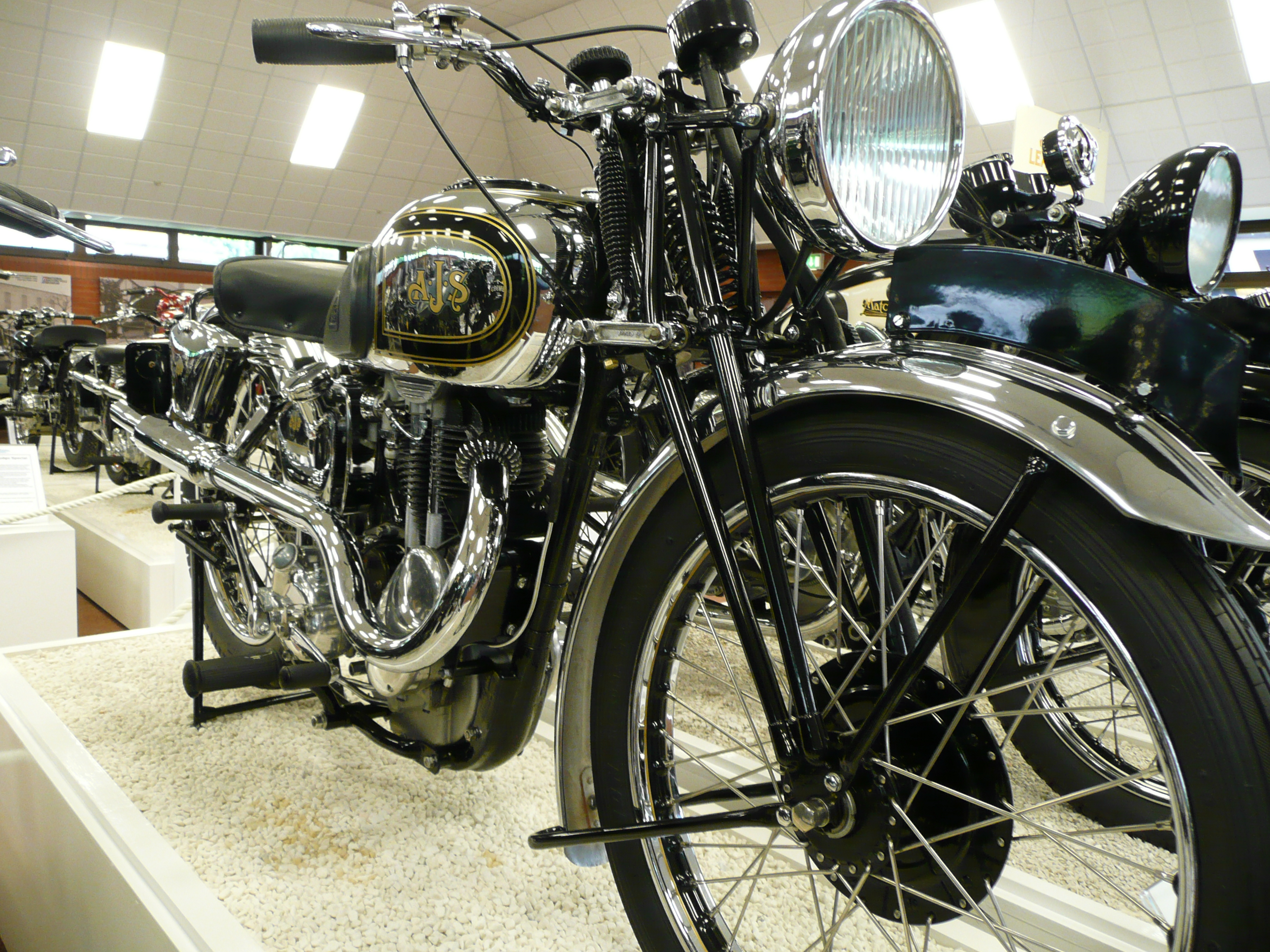
Matchless Silver Streak (1938)

La AJS Silver Streak fue una motocicleta deportiva británica fabricada en 1938 por la empresa Matchless, que había comprado la marca AJS en 1931. Comercializadas con motores de 250 cc, 350 cc y 500 cc, todos ellos tuneados, las Silver Streaks fueron conocidas por tener el mayor número posible de piezas acabadas en cromado, incluyendo los guardabarros, el faro, las horquillas, etc.